# Killimer
Killimer (en irlandais : Cill Íomaí (église d'Aodhamair) est un village du comté de Clare, en Irlande. Il fait partie de la paroisse civile du même nom. Le village est situé sur la rive nord du Shannon ; la route N67 traverse l'agglomération.

## Géographie
Le village est le port nord du car-ferry Killimer–Tarbert, exploité par Shannon Ferries.
Selon le géographe Samuel Lewis, la paroisse comptait 3 023 habitants en 1837. Le recensement de 2011 a donné 498 habitants pour Killimer.
Le village se trouve dans la paroisse de Killimer et Knockerra du diocèse catholique romain de Killaloe. Les églises paroissiales sont Saint-Imy à Killimer et Saint-Senan à Knockerra.
La centrale de production d'électricité à charbon de Moneypoint se trouve à l'est du village.

## GAA
Killimer GAA est revenu à la compétition au niveau senior en 2012. En raison d'une population en déclin, Killimer n'avait pas assez de joueurs pour aligner une équipe senior au cours de la période 2008-2012. La plupart des joueurs avaient joué avec Shannon Gaels ou Kilrush Shams au cours de ces années. Killimers n'a remporté le "Clare Senior Football Championship" qu'en 1896.

## Personnalités locales
- Íomar Fir Bolg, saint du Ve ou VIe siècle ;
- Pecker Dunne, musicien.